# Platynomorpha doryphora
Platynomorpha doryphora är en tvåvingeart som beskrevs av Grunberg 1915. Platynomorpha doryphora ingår i släktet Platynomorpha och familjen vapenflugor. Inga underarter finns listade i Catalogue of Life.